# Volta à Suíça de 2015
A 79.ª edição da Volta à Suíça foi uma corrida ciclística que se disputou entre a 13 e a 21 de junho de 2015. Esteve composta por nove etapas: sete em estrada, um prólogo na primeira etapa e a última em Contrarrelógio. A corrida começou em Risch-Rotkreuz e finalizou em Berna para completar assim um percurso total de 1.262,6 km (em princípio foram 1.319,8 km mas a 3.ª etapa reduziu-se por desprendimentos de rochas.

## Equipas participantes

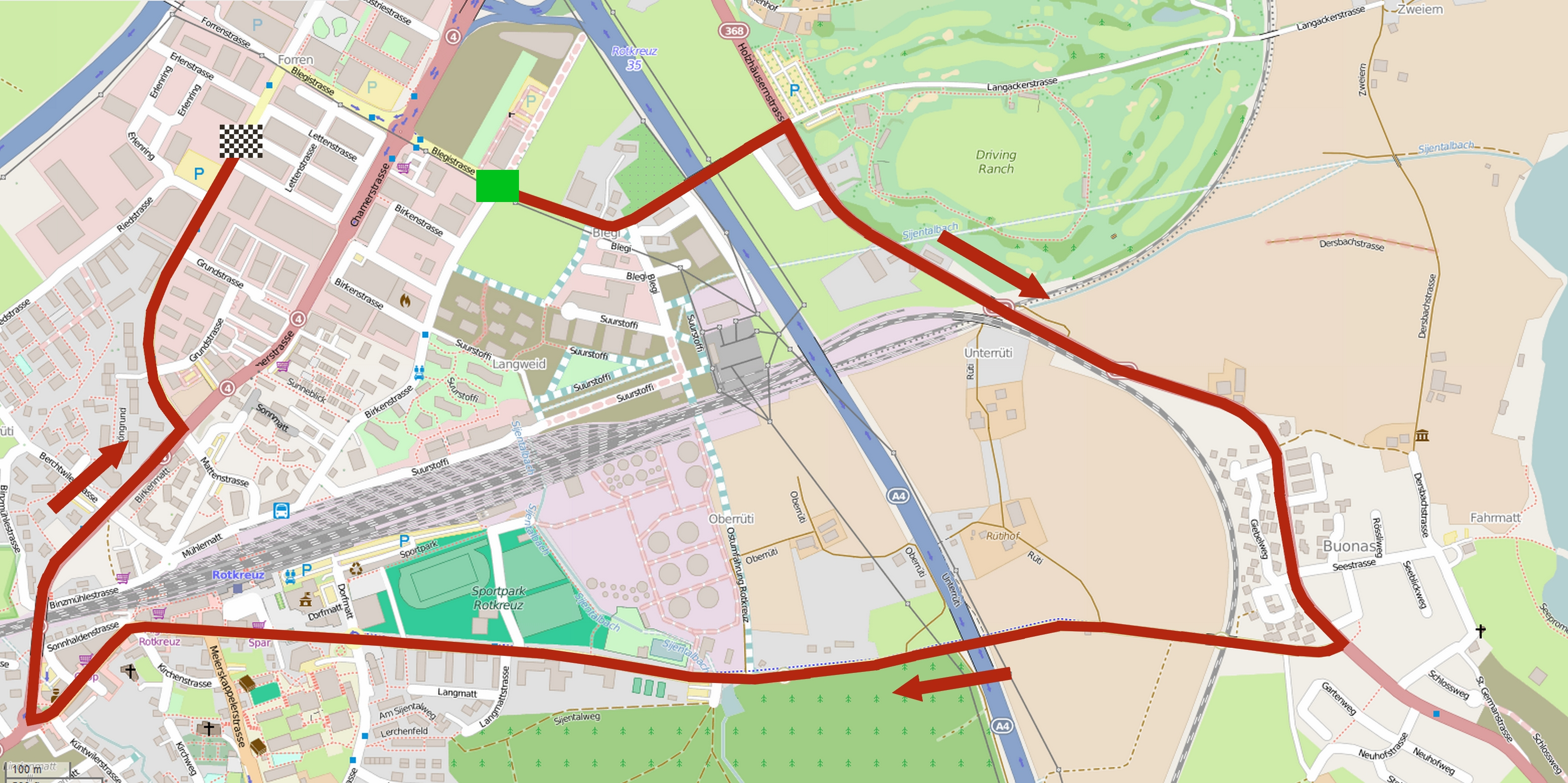
Traçado da primeira etapa

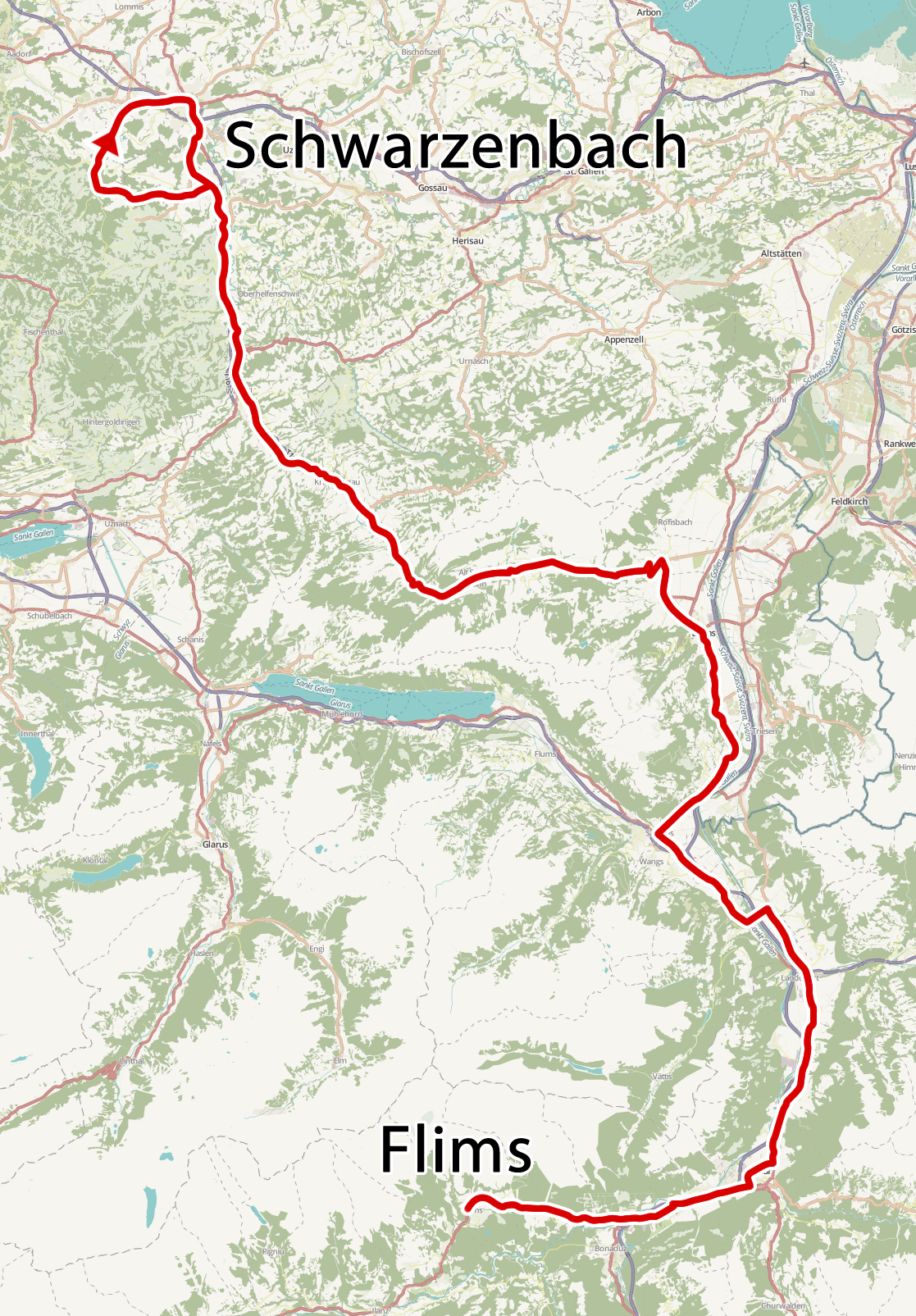
Traçado da quarta etapa

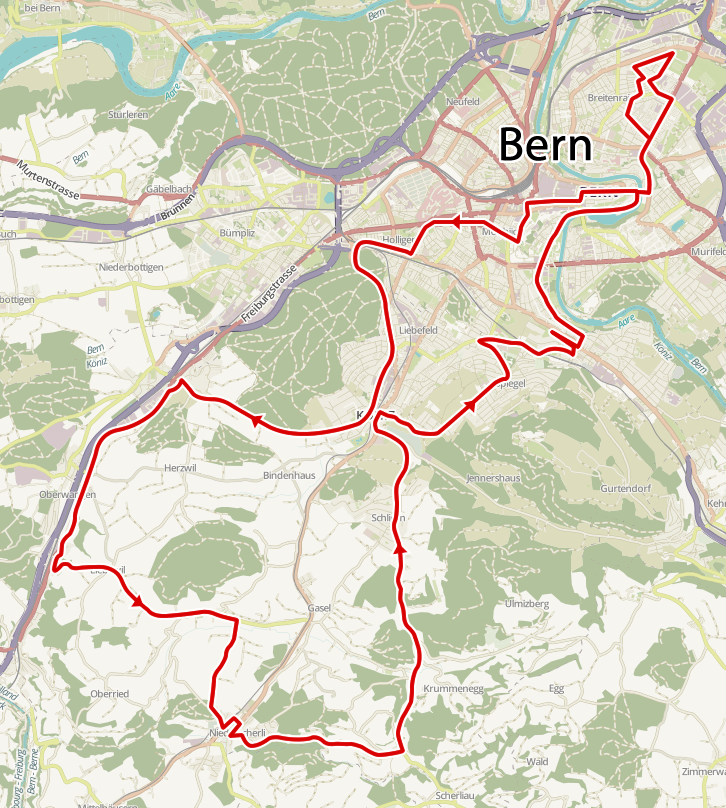
Traçado da oitava etapa

Tomaram parte na mesma 19 equipas. Os 17 equipas de categoria UCI ProTeam, mais 2 de categoria Profissional Continental convidados pela organização (CCC Sprandi Polkowice e Wanty-Groupe Gobert). As equipas participantes foram:
| Equipes WorldTeam (17)- AG2R La Mondiale - Astana - BMC Racing Team - Cannondale-Garmin - Etixx-Quick Step - FDJ - Giant-Alpecin - IAM Cycling - Katusha - Lampre-Merida - Lotto NL-Jumbo - Lotto-Soudal - Movistar Team - Orica-GreenEDGE - Sky - Tinkoff-Saxo - Trek Factory Racing Equipes profissionais Continentais (2)- CCC Sprandi Polkowice - Wanty-Groupe Gobert |
| |

## Etapas
| Etapa     | Data        | Percurso                        | km         | Ganhador           | Líder         |
| --------- | ----------- | ------------------------------- | ---------- | ------------------ | ------------- |
| Prólogo   | 13 de junho | Risch-Rotkreuz - Risch-Rotkreuz | 5,1 (CRI)  | Tom Dumoulin       | Tom Dumoulin  |
| 1.ª etapa | 14 de junho | Risch-Rotkreuz-Risch-Rotkreuz   | 161,1      | Kristijan Đurasek  | Tom Dumoulin  |
| 2.ª etapa | 15 de junho | Quinto-Olivone                  | 117,3      | Peter Sagan        | Tom Dumoulin  |
| 3.ª etapa | 16 de junho | Flims-Schwarzenbach             | 193,2      | Michael Matthews   | Tom Dumoulin  |
| 4.ª etapa | 17 de junho | Unterterzen-Sölden              | 237,3      | Thibaut Pinot      | Thibaut Pinot |
| 5.ª etapa | 18 de junho | Wil-Biel/Bienne                 | 193,1      | Peter Sagan        | Thibaut Pinot |
| 6.ª etapa | 19 de junho | Biel/Bienne-Düdingen            | 164,6      | Alexander Kristoff | Thibaut Pinot |
| 7.ª etapa | 20 de junho | Berna-Berna                     | 152,5      | Alexey Lutsenko    | Thibaut Pinot |
| 8.ª etapa | 21 de junho | Berna-Berna                     | 38,4 (CRI) | Tom Dumoulin       | Simon Špilak  |

## Classificações

### Classificação geral
| Pos. | Ciclista           | Equipa              | Tempo            |
| ---- | ------------------ | ------------------- | ---------------- |
|      | Simon Špilak       | Katusha             | 30 h 15 min 09 s |
| 2.º  | Geraint Thomas     | Sky                 | a 5 s            |
| 3.º  | Tom Dumoulin       | Giant-Alpecin       | a 19 s           |
| 4.º  | Thibaut Pinot      | FDJ                 | a 45 s           |
| 5.º  | Domenico Pozzovivo | AG2R La Mondiale    | a 2 min 21 s     |
| 6.º  | Bob Jungels        | Trek Factory Racing | a 2 min 58 s     |
| 7.º  | Miguel Ángel López | Astana              | a 3 min 06 s     |
| 8.º  | Steve Morabito     | FDJ                 | a 3 min 17 s     |
| 9.º  | Robert Gesink      | Lotto NL-Jumbo      | a 3 min 19 s     |
| 10.º | Rafał Majka        | Tinkoff-Saxo        | a 3 min 20 s     |

| 11.º | Sergio Henao          | Sky              | a 3 min 42 s |
| 12.º | Warren Barguil        | Giant-Alpecin    | a 4 min 24 s |
| 13.º | Sébastien Reichenbach | IAM              | a 4 min 27 s |
| 14.º | Esteban Chaves        | Orica GreenEDGE  | a 4 min 40 s |
| 15.º | Kristijan Đurasek     | Lampre-Merida    | a 5 min 35 s |
| 16.º | Dani Moreno           | Katusha          | a 5 min 59 s |
| 17.º | Ben Hermans           | BMC Racing       | a 6 min 19 s |
| 18.º | Jan Bakelants         | AG2R La Mondiale | a 6 min 52 s |
| 19.º | Winner Anacona        | Movistar         | a 7 min 09 s |
| 20.º | Laurens Ten Dam       | Lotto NL-Jumbo   | a 7 min 16 s |

### Classificação por pontos
| Pos. | Ciclista         | Equipa        | Pontos |
| ---- | ---------------- | ------------- | ------ |
|      | Peter Sagan      | Tinkoff-Saxo  | 43     |
| 2.º  | Tom Dumoulin     | Giant-Alpecin | 28     |
| 3.º  | Alexey Lutsenko  | Astana        | 23     |
| 4.º  | Thibaut Pinot    | FDJ           | 20     |
| 5.º  | Jürgen Roelandts | Lotto-Soudal  | 20     |

### Classificação da montanha
| Pos. | Ciclista        | Equipa           | Pontos |
| ---- | --------------- | ---------------- | ------ |
|      | Thomas de Gendt | Lotto-Soudal     | 33     |
| 2.º  | Thibaut Pinot   | FDJ              | 22     |
| 3.º  | Luka Pibernik   | Lampre-Merida    | 22     |
| 4.º  | Daryl Impey     | Orica GreenEDGE  | 21     |
| 5.º  | Axel Domont     | AG2R La Mondiale | 18     |

### Classificação por equipas
| Posição | Equipa              | Tempo            |
| ------- | ------------------- | ---------------- |
|         | Sky                 | 90 h 55 min 38 s |
| 2.º     | Trek Factory Racing | a 11 min 49 s    |
| 3.º     | IAM                 | a 15 min 08 s    |
| 4.º     | Astana              | a 18 min 43 s    |
| 5.º     | BMC Racing          | a 22 min 33 s    |

## UCI World Tour
A Volta à Suíça outorgou pontos para o UCI WorldTour de 2015, somente para corredores de equipas UCI ProTeam. As seguintes tabelas são o barómetro de pontuação e os corredores que obtiveram pontos:
| Posição             | 1.º | 2.º | 3.º | 4.º | 5.º | 6.º | 7.º | 8.º | 9.º | 10.º |
| Classificação geral | 100 | 80  | 70  | 60  | 50  | 40  | 30  | 20  | 10  | 4    |
| Por etapa           | 6   | 4   | 2   | 1   | 1   |     |     |     |     |      |

| Ciclista           | Equipa              | Geral | Etapa | Total |
| ------------------ | ------------------- | ----- | ----- | ----- |
| Simon Špilak       | Katusha             | 100   | 6     | 106   |
| Geraint Thomas     | Sky                 | 80    | 3     | 83    |
| Tom Dumoulin       | Giant-Alpecin       | 70    | 13    | 83    |
| Thibaut Pinot      | FDJ                 | 60    | 9     | 69    |
| Domenico Pozzovivo | AG2R La Mondiale    | 50    | 4     | 54    |
| Bob Jungels        | Trek Factory Racing | 40    | -     | 40    |
| Miguel Ángel López | Astana              | 30    | 1     | 31    |
| Peter Sagan        | Tinkoff-Saxo        | -     | 21    | 21    |
| Steve Morabito     | FDJ                 | 20    | 1     | 21    |
| Robert Gesink      | Lotto NL-Jumbo      | 10    | -     | 10    |

| Resto de corredores | Resto de corredores | Resto de corredores | Resto de corredores |   |
| ------------------- | ------------------- | ------------------- | ------------------- | - |
| Ciclista            | Equipo              | Pontos              |                     |   |
| Dani Moreno         | Katusha             | -                   | 8                   | 8 |
| Alexander Kristoff  | Katusha             | -                   | 8                   | 8 |
| Fabian Cancellara   | Trek Factory Racing | -                   | 6                   | 6 |
| Kristijan Đurasek   | Lampre-Merida       | -                   | 6                   | 6 |
| Michael Matthews    | Orica GreenEDGE     | -                   | 6                   | 6 |
| Alexey Lutsenko     | Astana              | -                   | 6                   | 6 |
| Jürgen Roelandts    | Lotto-Soudal        | -                   | 4                   | 4 |
| Jan Bakelants       | AG2R La Mondiale    | -                   | 4                   | 4 |
| Rafał Majka         | Tinkoff-Saxo        | 4                   | -                   | 4 |
| Julián Arredondo    | Trek Factory Racing | -                   | 3                   | 3 |
| Greg Van Avermaet   | BMC Racing          | -                   | 3                   | 3 |
| Matthias Brändle    | IAM                 | -                   | 2                   | 2 |
| Daniele Bennati     | Tinkoff-Saxo        | -                   | 2                   | 2 |
| Davide Cimolai      | Lampre-Merida       | -                   | 2                   | 2 |
| Warren Barguil      | Giant-Alpecin       | -                   | 2                   | 2 |
| John Degenkolb      | Giant-Alpecin       | -                   | 1                   | 1 |
| Jasper Stuyven      | Trek Factory Racing | -                   | 1                   | 1 |
| Jean-Pierre Drucker | BMC Racing          | -                   | 1                   | 1 |
| Arnaud Démare       | FDJ                 | -                   | 1                   | 1 |
| Marco Haller        | Katusha             | -                   | 1                   | 1 |
| Adriano Malori      | Movistar            | -                   | 1                   | 1 |